# Ludwigia
- Commons
- Wikispecies

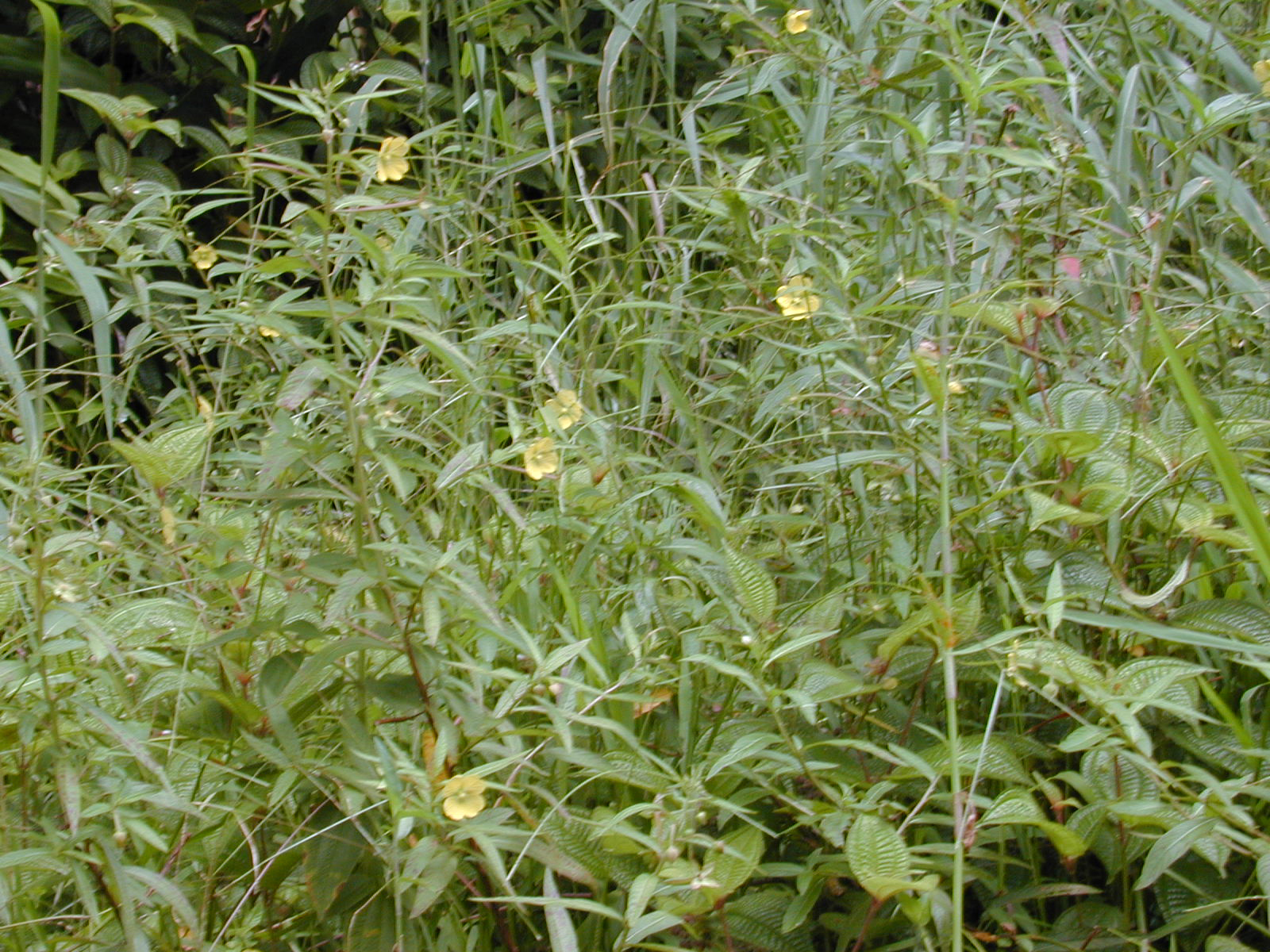
Ludwigia octovalvis

Ludwigia L. é um género botânico pertencente à família Onagraceae.

## Sinonímia
| - Isnardia L. - Jussiaea L. - Corynostigma C. Presl - Cubospermum Lour. - Danthia Steud. - Dantia Boehm. - Diplandra Raf. | - Fissendocarpa (Haines) Bennet - Ludwigiantha (Torr. et A. Gray) Small - Nemotopyxis Miq. - Oocarpon Micheli - Prieuria DC. - Quadricosta Dulac |

## Espécies
| - Ludwigia adscendens - Ludwigia alata - Ludwigia alternifolia - Ludwigia anastomosans (DC) H.Hara - Ludwigia arcuata - Ludwigia bonariensis - Ludwigia brevipes - Ludwigia curtissii - Ludwigia decurrens - Ludwigia elegans (Cambess.) H. Hara - Ludwigia erecta - Ludwigia glandulosa - Ludwigia grandiflora - Ludwigia helminthorrhiza - Ludwigia hirtella - Ludwigia hexapetala - Ludwigia hyssopifolia - Ludwigia inclinata - Ludwigia lanceolata - Ludwigia leptocarpa - Ludwigia linearis | - Ludwigia linifolia - Ludwigia longifolia - Ludwigia maritima - Ludwigia microcarpa - Ludwigia natans - Ludwigia octovalvis - Ludwigia palustris - Ludwigia peploides - Ludwigia peruviana - Ludwigia pilosa - Ludwigia polycarpa - Ludwigia ravenii - Ludwigia repens - Ludwigia sedioides - Ludwigia simpsonii - Ludwigia spathulata - Ludwigia sphaerocarpa - Ludwigia suffruticosa - Ludwigia virgata |

- Lista completa

## Classificação do gênero
| Sistema | Classificação                      | Referência               |
| ------- | ---------------------------------- | ------------------------ |
| Linné   | Classe Tetrandria, ordem Monogynia | Species plantarum (1753) |